# Antogny le Tillac
Antogny le Tillac – miejscowość i gmina we Francji, w Regionie Centralnym, w departamencie Indre i Loara.
Według danych na rok 1990 gminę zamieszkiwało 486 osób, a gęstość zaludnienia wynosiła 28 osób/km² (wśród 1842 gmin Regionu Centralnego Antogny le Tillac plasuje się na 691. miejscu pod względem liczby ludności, natomiast pod względem powierzchni na miejscu 775.).